# Викторија Педрети
Викторија Педрети (енгл. Victoria Pedretti; Филаделфија, 23. март 1995) америчка је глумица.

## Биографија
Рођена је 23. марта 1995. године у Филаделфији. Очеви преци су јој били Италијани, док јој је баба по мајци била Ашкеназкиња. Имала је бат-мицву. Изјавила је да је одрасла у емотивно насилном домаћинству, али је за своје родитеље рекла да их „много воли и да су дали све од себе”. Дијагностикован јој је хиперкинетички поремећај када је имала шест година.

## Филмографија

### Филм
| Улоге Викторије Педрети |                        |               |                  |             |
| Година                  | Српски назив           | Изворни назив | Улога            | Напомена    |
| 2014.                   |                        |               | девојка          | кратки филм |
| 2014.                   |                        |               | Иди              | кратки филм |
| 2019.                   | Било једном у Холивуду |               | Лесли ван Хаутен |             |
| 2020.                   |                        |               | девојка          | кратки филм |
| 2020.                   |                        |               | Кетрин           |             |
| 2021.                   |                        |               | крадљивица       |             |

### Телевизија
| Улоге Викторије Педрети |                        |               |               |              |
| Година                  | Српски назив           | Изворни назив | Улога         | Напомена     |
| 2018.                   | Проклетство куће Хил   |               | Нел Крејн     | главна улога |
| 2019—2023.              | Ти                     |               | Лав Квин      | главна улога |
| 2020.                   | Невероватне приче      |               | Евелин Портер | 1 епизода    |
| 2020.                   | Проклетство имања Блај |               | Дани Клејтон  | главна улога |